# Fekete párduc

Melanisztikus leopárd

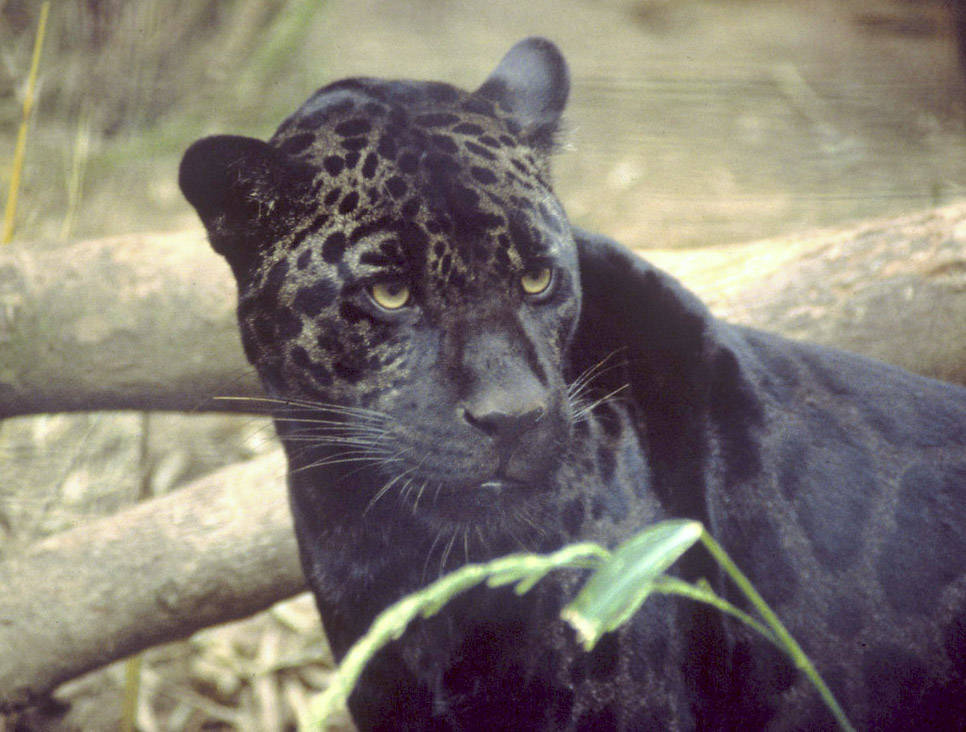
Melanisztikus jaguár

Fekete párducnak nevezzük a macskafélék néhány fajának, főleg a Panthera nembe tartozó fajoknak, azaz a párducoknak, ezek közül is elsősorban a leopárd és (jellemzően Dél-Amerikában) a jaguár fekete színű példányait. A fekete párduc nem alkot elkülönült populációt, gyakran egyazon leopárdanyának is vegyesen születnek pettyezett és fekete utódai.
A fekete színt okozhatja melanizmus, ami a melanin nevű pigment többlete miatt alakul ki, de okozhatja álmelanizmus is, amely esetében a fekete foltok olyan sűrűn helyezkednek el, hogy a világos háttér alig vagy egyáltalán nem jelenik meg. A melanisztikus párducok szőrzetén a pettyes mintázat halványan kivehető, mivel a pigmentek mennyisége eltérő a mintázatban és a fekete alapszínben.
A fekete leopárdok  (Panthera pardus) és jaguárok (Panthera onca) melanizmusa eltérő módon öröklődik, míg előbbieknél recesszív allél, addig utóbbiaknál domináns allél örökíti.

## Fekete párducok az irodalomban és a médiában
- Bagira, Rudyard Kipling A dzsungel könyve című művének szereplője.
- Fekete Párduc, a Marvel képregények szereplője.